# 제임스 해럴드 둘리틀
제임스 해럴드 둘리틀 (James Harold Doolittle, 보통 "지미"라고 불렸다, 1896년 12월 14일 ~ 1993년 9월 27일)는 1942년 둘리틀 공습 지휘로 유명한 미국의 군인이다. 제2차 세계 대전 기간 동안에는 미국 육군 항공대에서 근무했으며, 전쟁 이후 육군 항공대가 독립하여 공군으로 창설되자 공군으로 소속을 옮겨서 근무했다. 둘리틀 공습 이후에는 장교로서는 최초로 의회 명예 훈장(Medal of Honor)을 수여받았다.

## 생애
미국 캘리포니아주 앨리메더 출신으로서 1922년 캘리포니아 대학 버클리교를 졸업했다. 1925년에는 매사추세츠 공과대학(MIT)에서 항공공학 분야로 박사학위를 받았다.
1917년부터 1930년까지 미국 육군에서 복무한 후 예비역 대위가 되었지만, 제2차 세계 대전이 발발한 후인 1940년에 다시 현역 전투기 조종사로 복귀했다. 조종사로서 여러 대회에 참가해 우승을 거두기도 했다. 비행기 조종사로 계속 살고 있다가 비행기 조종 실력이 뛰어나다는 이유로 현역 전투기 조종사로 복귀했는데 이 때 복직하자마자 소령이 되었으며, 소령이 된 지 6개월도 안 되어 또다시 중령에 올랐다. 
둘리틀 공습의 총지휘관이 되어 총 16대의 전투기와 장교 48명, 사병 32명. 총 80명의 병력을 이끌고 사상 최초로 일본 본토 타격에 나섰다. 이 공습이 성공하였으며 미군은 둘리틀에게 이 공로로 대령을 건너뛰고 중령에서 준장으로 2계급 특진시켰다. 준장으로 복무하다가 미국 공군이 창설되자 공군으로 전군함과 동시에 소장으로 진급했다.
1959년 중장으로 전역했으나 제2차 세계대전에서 가장 역사적인 군공을 이루었다는 이유로 로널드 레이건 정부에 이르러서 예비역 진급심사를 통과해 대장이 되었다.
1993년 9월 27일 캘리포니아주 페블비치에서 사망했다. 알링턴 국립묘지에 있는 아내의 묘소 옆에 나란히 합장되었다.

## 둘리틀 공습
1942년 4월 18일, 중령이 되어 동경공습을 담당했으며, 이 공적으로 2계급 특진하여 준장으로 승진했다. 1940년에는 고작 대위에 불과했던 둘리틀은 이로 인해 단 2년 만에 무려 준장에 올랐다. 1941년 소령이던 둘리틀은 이 작전의 총책임자로 임명시키기 위해 중령으로 보직 진급 되었으며 작전이 성공하자 대령을 건너뛰고 준장으로 2계급을 더 특진했다.

## 공습 이후
1942년 9월, 북아프리카 전역에 배치된 12항공대의 지휘관이 되었고, 11월에 소장으로 승진했다. 1943년 3월, 북서 아프리카 전략 항공군의 사령관이 되었다. 1944년 1월부터 1945년 9월까지 영국 본토의 8항공대 사령관이 되었다.

## 전쟁 이후
종전 후 1946년 5월 10일 군에서 퇴역 후 쉘 석유회사의 부사장을 역임하기도 했다.

## 같이 보기
- 둘리틀 공습
- 진주만 공격
- 미국 육군
- 미국 공군